# Encéphalisation
En anatomie comparée, le terme encéphalisation correspond à deux notions distinctes mais reliées. D'une part, l'encéphalisation désigne l'écart mesuré entre la taille du cerveau dans une espèce animale et la taille théorique calculée à partir de la taille du reste du corps. Dans un deuxième sens, l'encéphalisation désigne le phénomène d'accroissement de la taille du cerveau, notamment par rapport au reste du corps, observé au cours de l'évolution. La notion de télencéphalisation désigne plus précisément l'accroissement de la taille du télencéphale, qui reflète la pression de sélection s'exerçant sur les capacités cognitives des organismes, et en particulier au cours de l'évolution humaine.

## Coefficient d'encéphalisation

### Principe
L'idée que l'évolution de nombreuses espèces, en particulier de l'espèce humaine, était marquée par une augmentation importante de la taille de l'encéphale a émergé à la fin du XIXe siècle, notamment dans les travaux d'anatomistes comme Eugène Dubois ou Louis Lapicque. Ces derniers étaient ainsi parvenus à montrer que la taille du cerveau suit une loi de puissance décroissante par rapport au reste du corps :
{\displaystyle e=c\cdot s^{r}}
où {\displaystyle e} (pour encéphale) désigne la masse du cerveau et {\displaystyle s}, la masse corporelle de l'organisme. Le coefficient {\displaystyle c} est dit coefficient de céphalisation et {\displaystyle r}, coefficient de relation.
Le coefficient de puissance {\displaystyle r} est une constante qui met en valeur la proportion du cerveau non dédiée au somatique et donc purement cognitive. Il est de 0,28 pour les primates et de 0,56 ou 0,66 pour les mammifères en général.
Le coefficient d’encéphalisation (CE) est calculé sur la base du volume endocrânien adulte estimé, de la masse corporelle adulte estimée, reliés par l'équation de McHenry (1992). Il mesure le rapport entre la taille du cerveau d'une espèce et sa taille prédite par la relation allométrique.
Équation de McHenry (1992) : CE = volume endocrânien / 0,0589 x (masse corporelle en grammes ^ 0,76)
L'emploi de cette mesure se justifie car le seul volume endocrânien moyen d'une espèce ne rend pas compte de ses capacités cognitives relativement aux autres espèces. De même, la différence de volume encéphalique brute entre individus, la différence de volume moyen entre hommes et femmes chez l'espèce humaine par exemple, n'est pas un moyen pertinent de mesurer leurs capacités intellectuelles respectives. Le coefficient d'encéphalisation est une piste féconde pour comprendre la variation de la capacité crânienne des individus en anthropologie, et l'évolution de la capacité crânienne des espèces en paléoanthropologie.

### Mammifères
| Espèces          | CE   | Espèces | CE   |
| ---------------- | ---- | ------- | ---- |
| Humain           | 7,44 | Chien   | 1,17 |
| Dauphin          | 5,31 | Chat    | 1,00 |
| Bonobo           | 2,80 | Cheval  | 0,86 |
| Chimpanzé commun | 2,49 | Brebis  | 0,81 |
| Macaque rhésus   | 2,09 | Souris  | 0,50 |
| Éléphant         | 1,87 | Rat     | 0,40 |
| Baleine          | 1,76 | Lapin   | 0,40 |

### Hominines
La masse corporelle et le volume encéphalique montrent une augmentation au cours de l'évolution humaine, avec un maximum atteint par l'Homme moderne, alors que le volume encéphalique brut est supérieur chez Néandertal. Le coefficient d'encéphalisation n'a pas valeur de loi explicative dans la variation intellectuelle humaine, étant donné sa propre variation au sein d'une même population, mais il donne une information utile à l'échelle des espèces,.
Pour des raisons techniques, il est temporairement impossible d'afficher le graphique qui aurait dû être présenté ici.

Coefficients d'encéphalisation entre les Néandertaliens de la Sima de los Huesos, les Néandertaliens classiques, et les Hommes modernes,.
| Fossiles                                | Espèces                    | Volume endocranien | Masse corporelle | Coefficient |
| --------------------------------------- | -------------------------- | ------------------ | ---------------- | ----------- |
| AL 288-1 (Lucy)                         | Australopithecus afarensis | 387                | 27               | 2,81        |
| StS 5 / StS 14 (Mrs. Ples)              | Australopithecus africanus | 485                | 30               | 3,25        |
| MH1                                     | Australopithecus sediba    | 420                | 32               | 2,68        |
| KNM-ER 1470                             | Homo rudolfensis           | 752                | 46 - 51          | 3,65 - 3,37 |
| KNM-ER 1813                             | Homo habilis               | 510                | 31 - 35          | 3,34 - 3,04 |
| OH 24                                   | Homo habilis               | 594                | 30 - 36          | 3,99 - 3,47 |
| KNM-ER 3883                             | Homo ergaster              | 804                | 57–58            | 3.31–3.27   |
| KNM-ER 3733                             | Homo ergaster              | 848                | 59–65            | 3.4–3.16    |
| KNM-WT 15000 (Garçon de Turkana, 8 ans) | Homo ergaster à 8 ans      | 909                | 80               | 2.89        |
| D2700 (Crâne Dmanissi 3)                | Homo georgicus             | 645                | 49.4             | 2.96        |
| D4500 (Crâne Dmanissi 5)                | Homo georgicus             | 546                | 48.8             | 2.53        |
| DH 1 (male)                             | Homo naledi                | 560                | 39.7–55.8        | 2.34–3.04   |
| DH 2 (female)                           | Homo naledi                | 465                | 39.7–55.8        | 1.94–2.52   |
| Zhoukoutian XI (Homme de Pékin XI)      | Homo erectus               | 1015               | 45.75            | 4.94        |
| Zhoukoutian XII (Homme de Pékin XII)    | Homo erectus               | 1030               | 51.93            | 4.56        |
| LB1                                     | Homo floresiensis          | 426                | 16–36            | 4.61–2.49   |

Sources des données de volume endocrânien :
- KNM-ER 1470, 1813, 3733, 3883 (Holloway, 1983) ;
- OH 24 (Tobias, 1991) ;
- MH1 (Berger et al., 2010) ;
- D2700 (Vekua et al., 2002) ;
- D4500 (Lordkipanidze et al., 2013) ;
- KNM-WT 15000 (Begun & Walker, 1993) ;
- AL 288-1, StS 5 / StS 14 (Holloway et al., 2004) ;
- Zhoukoudian XI, XII (Weidenreich, 1943) ;
- LB1 (Kubo et al., 2013) ;
- DH1 (Berger et al., 2015).

Sources des données de masse corporelle :
- KNM-ER 1470, 1813, 3883, 3733, OH 24 (Kappelman, 1996) et Aiello & Wood (1994), respectivement ;
- MH1 (Berger et al., 2010) ;
- D2700, D4500 (Lordkipanidze et al., 2007) ;
- KNM-WT 15000 (Ruff & Burgess, 2015) ;
- AL 288-1 et StS 5 / StS 14 (McHenry, 1992) ;
- Zhoukoudian XI, XII (Rightmire, 2004) ;
- LB1 (Brown et al., 2004) ;
- DH1 (Berger et al., 2015).